# 音響技術者
音響技術者（おんきょうぎじゅつしゃ、英: sound technician）とは音響機器および建築物の音響機構を操作する技能をもった技術者である。

## 分類
概ね以下のような職業に分類される。詳細は各項目を参照されたい。
（項目の一部は既存の記事からの移動が話し合われています。編集の競合を避けるためにお手数ですが新規記事作成はノートで合意を形成していただきますようお願い致します。）
- 音楽録音系
  - レコーディング・エンジニア　
  - マスタリング・エンジニア
  - カッティングエンジニア
- 舞台音響、設備音響系
  - PAエンジニア（SRエンジニア）
- 放送系
  - MAミキサー
  - 音響効果　（現在はリダイレクト）
- 映画系
  - 録音技師
- その他
  - オーサリング関連（要検討）

## 音響技術者に関する資格
- 舞台機構調整技能士（国家資格：厚生労働省 技能検定）
- 音響技術者能力検定（民間資格：一般社団法人日本音響家協会）
- サウンドレコーディング技術認定試験（民間資格：一般社団法人日本音楽スタジオ協会）
- 映像音響処理技術者資格認定試験（民間資格：一般社団法人日本ポストプロダクション協会）